# 克魯阿
克魯阿（西班牙語：Krüa），是巴拿馬的城鎮，位於該國西北部，由恩戈貝-布格雷特區的穆納區負責管轄，面積167.9平方公里，2010年人口2,180，人口密度每平方公里13人。